# Beszédprodukció
A spontán beszéd produkciója az a folyamat, amely a megszólalás szándékától a kiejtésig tart. A beszédprodukció folyamatának kérdéseivel foglalkozik a pszicholingvisztika, a pszichológia, a nyelvészet, a neurolingvisztika, a mesterséges intelligencia kutatás és más tudományok egyes területei is. Elsősorban a fonetika tárgyalja a hangzó beszéd artikulációs, akusztikai és észlelési sajátosságait (GÓSY 2005: 71).

## A spontán beszéd formái
Két alapvető csoport különböztethető meg. Az egyik a félspontán vagy félinterpretatív beszéd, amikor a beszélő felkészül a beszédre, a gondolatait valamennyire rendszerezi, de csak az adott beszédhelyzetben rendeli hozzá a megfelelő nyelvi formát. Ekkor a beszélő tartalmilag átgondolja, rendezi a mondanivalóját, de az adott szituációban nem betanult szöveget mond. Például a felelés, a kötetlen előadás és a szóbeli vizsga ilyen spontán beszédnek tekinthető.
A másik csoport a valódi spontán beszéd, amikor semmilyen beszédtervezés nem előzi meg az aktuális közlést. Az adott pillanatban jönnek létre a gondolatok és a kivitelezés is.
Valódi spontán beszéden belül megkülönböztetünk narratívát, párbeszédet és társalgást. Narratíván azt értjük, amikor a megnyilatkozó beszélgetőtárs nélkül egy vagy több témáról folyamatosan és hosszabb ideig közöl valamit. A dialógus az a forma, amikor a beszélgető felek felváltva beszélnek, és egymás közléseit figyelembe veszik. Míg a társalgásban kettőnél többen vesznek részt, ahol a beszélgetés ideje alatt az éppen megnyilatkozó személye megváltozik. További sajátos formái a spontán beszédnek: beszédalapú játékok (pl. barkochba), irányított spontán beszéd, vizsgáztatás, interjú, útmagyarázat, specifikus leírás, rádiós beszéd, terápiás beszélgetés. 

## A beszédprodukció vizsgálata
Közvetlenül nem tanulmányozhatók a spontán beszéd tervezési folyamatai, ezért kutatása sajátos metodológiát igényel. A hetvenes években a beszédprodukció elemzésére kidolgoztak néhány eljárást (pl. elemek sorba rendezése, szókeresés nehezített körülmények között), amelyek az utóbbi évtizedekben meggyarapodtak (például nyelvbotláskiváltó kísérleti helyzetek, nyelvgyötrők). Ezeket valós időben lezajló (online) kísérleteknek nevezzük. Idetartoznak az elektrofiziológiai, illetve képalkotó eljárásokkal kapott eredmények is. Elemezhető a létrejött beszéd vizsgálata (offline mód) is, ami a produkciós tervezés következménye. Az adatok alapján visszakövetkeztethetünk a megelőző működésekre, vagyis lényegében hibaelemzés történik.
A kutatók azt feltételezik, hogy egy folyamat zavarai ugyanazon mechanizmusok eredményeképpen jönnek létre, mint a hibátlan folyamatokéi. A folyamatot a megakadásjelenségeken, illetve a nyelvbotlásokon keresztül elemezték. A spontán beszédből adatolt megakadásjelenség-gyűjtemények meghatározott elvek alapján korpuszokká, illetve adatbázisokká alakíthatók. 

## A beszédprodukciós folyamat működése
A beszédprodukció modelljei közül Levelt modellje a legáltalánosabban elfogadott, amely szerint a beszédet az átadásra szánt gondolatok megtervezése és az ahhoz tartozó nyelvi forma hozzárendelése előzi meg. A rendszerint egyszerre zajló kétféle folyamatnak általában a beszélő nincsen tudatában. 
A mindennapi kommunikáció során nincs mód és idő az állandó korrekcióra és újratervezésre, ezért a tervezés és a kivitelezés nem mindig áll összhangban. A két folyamat egymást feltételező, ugyanakkor egymás működését akadályozó folyamatok. A spontán beszéd tervezési folyamatai megnehezítik, hogy a beszélő közel azonos időben sikeresen megtalálja a megfelelő nyelvi formát. Az egymásra épülő folyamatok a valóságban szinte gátolják egymás működését. 

### A szándéktól az artikulációig
Két folyamatból, a makro- és a mikrotervezésből alakul ki a közölni szándékozott gondolat. A makrotervezést megelőzik a kommunikációs és az illokúciós szándékok, amelyek a verbális megnyilatkozás előkészítését végzik el. A kommunikációs szándékok egy része realizálódik a beszédaktusokban.
A makrotervezés alatt a beszélő behatárolja, hogy mit akar közölni, és a tervezés döntően képi formában történik. Ezt a folyamatot gyakorlatilag azonnal (kismértékben párhuzamosan, bizonyos átfedésben) követi a mikrotervezés. A beszélő egyes beszédaktusokat a mikrotervezés folyamán nyelvi formába tesz. Ekkor megkezdi a lexikális egységek válogatását a mentális lexikonból és bizonyos mértékben az elhangzó gondolatok időrendjét is megtervezi. A mikrotervezésben megjelennek a nyelvi sajátosságok is, mivel a tervezés részfolyamatai már a nyelvi struktúrákban zajlanak. A mikrotervezés eredményei meghangosíthatók. A két folyamat, a meghangosítási stratégiák és az adott beszédhelyzet végérvényesen meghatározza az elhangzó közlést, tehát létrejön a beszédesemény.